# Raimundo de Fitero
Raimundo de Fitero (*? - † Ciruelos (Toledo), 1163), monje, abad y santo. Se disputan su cuna Saint Gaudens de Francia, Tarazona de Aragón, Tarragona y Barcelona.

## Biografía
Desde pequeño volcado a la religión, lo primero que se sabe de él es que fue canónigo de la Iglesia Mayor de Tarazona, población recién ganada a los moros (1120).

Escudo de la Orden de Calatrava

Ingresó en el Císter en Gascuña y, cuando la Orden quiso extenderse por España, fue elegido como prior del nuevo monasterio, que se situó en Niencebas (Alfaro), lugar cedido por Alfonso VII. Raimundo fue nombrado abad a la muerte del anterior, Durando. Tras un primer traslado del monasterio al lugar conocido como Castellón en Tudilén en 1152, este acabó estableciéndose en el lugar llamado el Castellón de Fitero en el 1247, situado en la frontera de la Rioja y Navarra, donde se construyó el Monasterio de Santa María.
Cuando muere Alfonso VII, en 1158, Raimundo va a Toledo para que el nuevo rey, Sancho III, confirmase los privilegios que su padre había concedido al monasterio. Allí se enteró, por frey Diego Velázquez que le había acompañado, que se preparaba una ofensiva de los moros, y que el rey concedía la plaza de Calatrava (luego llamada Calatrava la Vieja) a quien se comprometiera a defenderla. Al ver que nadie recogía el reto y animado por frey Diego, que antes de fraile había sido guerrero, se propuso para hacerse cargo de la plaza. El rey les concedió la defensa y ellos pusieron manos a la obra, reuniendo en poco tiempo un importante ejército que disuadió a los moros de atacar la plaza.
Ante el éxito decidieron fundar una Orden de Caballería, que tomaría el nombre de Orden de Calatrava, organizada según la regla del Císter, y de la que Raimundo sería el primer Gran Maestre. Después, Raimundo trasladó buena parte de los monjes de su monasterio de Fitero al nuevo de Calatrava.
Al envejecer, Raimundo se retiró a la villa de Ciruelos, cerca de Ocaña, donde murió.